# René Gothóni
René Gothóni (född 10 april 1950 i Helsingfors) är en finländsk religionsvetare och professor i religionsvetenskap. Han är specialiserad i kloster- och pilgrimsstudier samt filosofisk hermeneutik. Han har i början av sin karriär gjort fältarbete bland buddhistiska munkar i Sri Lanka. Han disputerade 1982 om Theravādamunkars levnadsstil. Han är Helsingfors universitets humanistiska fakultetens första professor i religionsvetenskap. Han är sedan 1990 livslång medlem i Clare Hall College i Cambridge, sedan 1992 ledamot av Finska Vetenskaps-Societeten och beskyddare (patron) av The Friends of Mount Athos (UK). Han har publicerat vetenskapliga och populärvetenskapliga artiklar och böcker om buddhismen, ortodoxa munkar och pilgrimer på det Heliga berget Athos samt om filosofisk hermeneutik. Han har gett ut 6 cd-album med egna sånger på Spotify och med noter i Samlade visor.

## Utmärkelser
- Riddartecknet av I klass av Finlands Vita Ros’ orden[1]

[Redigera Wikidata]

## Publikationer
- Modes of Life of Theravada Monks. A Case Study of Buddhist Monasticism in Sri Lanka. Helsinki: The Finnish Oriental Society, 1982, XIV+267 p. (diss.). (Studia Orientalia 52)
- Patimokkha i strukturanalytisk belysning. En religionshistorisk studie av de buddhistiska klosterreglerna i Suttavibhanga. Åbo: Åbo Akademi, 1985, 143 p. (Religionsvetenskapliga skrifter nr 9)
- Paradise within Reach. Monasticism and Pilgrimage on Mt Athos. Helsinki: Helsinki University, 1993, 183 p.
- Tales and Truth. Pilgrimage on Mount Athos Past and Present. Helsinki: Helsinki University Press, 1994, 221 p.
- Carl Robert Sederholms liv, verk och intellektuella individuation. Helsingfors: Finska Vetenskaps-Societeten, 1996, 120 p. (Bidrag till kännedom av Finlands natur och folk 150)
- Uskontojen uustulkintaa.   Helsinki: Yliopistopaino, 2000. ISBN 951-570-445-6.    Uskontojen uustulkintaa. Helsinki: Helsinki University Press, 2000,147 p. (Reprint 2004)
- The Attitudes and Interpretations in Comparative Religion. Helsinki: Academica Scientiarum Fennica, 2000, 173 p. (FF Communications, 272)
- Tuntematon pyhiinvaeltaja. Helsinki: WSOY, 2000. 180p. (Fiction)
- Nainen tiennäyttäjänä. Helsinki: WSOY, 2001, 175 p. (Fiction)
- Sanat kuin peili. Helsinki: WSOY, 2001, 110 p. (Philosophy)
- (ed.) How to do Comparative Religion? Three ways, many goals. Berlin, New York: de Gruyter 2005
- Det heliga berget Athos. Helsingfors: Schildts 2006, 150s
- The Unknown Pilgrim. The Soul’s Journey to God and to the Holy Mountain of Athos. Manton, California: Divine Ascent Press, 2006, 165p.
- (Raili Gothónin kanssa) Ajattelun aarteet. Helsinki: WSOY 2007, 544p
- (ed.) Pilgrims and Travellers in Search of the Holy. Oxford: Peter Lang 2010, 306p
- Words Matter. Hermeneutics in the Study of Religions. Oxford: Peter Lang, 2011, 217p., 2ill. (Religions and Discourse 52)
- Athos – Pyhä vuori.  Suomentanut Sergius Colliander. Helsinki: Schildts, 2012, 164s.
- (ed.) Religious Experience: North and South. Oxford: Peter Lang 2012, 292p.
- (Cd-skiva) René Gothóni Nostalgic 1966–1971, Helsingfors: SoundTeam Godzinsky Studio 2010.
- (Cd-skiva) Glimtarna är livet. Helsingfors:SoundTeam Godzinsky Studio 2011. ReGo 001. (På Spotify)
- (Cd-skiva) How Are You Today? Helsingfors:SoundTeam Godzinsky Studio 2013. ReGo 020. (På Spotify)
- Kiusaukset – Keskusteluja isä Teofiloksen kanssa. Heinävesi: Valamon luostari 2015, 168s.
- (Cd-skiva) Nu är jag fri. Helsingfors:SoundTeam Godzinsky Studio 2017. René Gothóni / RioRoadRec. (På Spotify)
- (Raili Gothónin kanssa) Rafael Karsten, Bland indianfolk i Sydamerika. SFV Biografi/Etnologi. Vasa 2018, 290s.
- (Cd-skiva) Trubaduren. Helsingfors:SoundTeam Godzinsky Studio 2019. RR-RGCD-1-2019. (På Spotify)
- Guido Gothóni. Hjärtegod läkare med omdöme. Skrifter utgivna av Tore och Herdis Modeens stiftelse nr 46. Helsingfors 2020, 63s.
- Stora Rådet. Om livslångt kamratskap. Skrifter utgivna av Tore och Herdis Modeens stiftelse nr 49. Helsingfors 2021, 68s.
- Bland buddhistmunkar på Sri Lanka. Skrifter utgivna av Tore och Herdis Modeens stiftelse nr 51. Helsingfors 2021, 124s.
- (Cd-skiva) Lullabies for the Royal Family. Helsingfors:SoundTeam Godzinsky Studio 2021. RGCD-1-2021. (På Spotify)
- Bland pilgrimer på det heliga berget Athos. Skrifter utgivna av Tore och Herdis Modeens stiftelse nr 58. Helsingfors 2022, 124s.
- (Cd-skiva) Helsinki City. Helsingfors: SoundTeam Godzinsky Studio 2022. ReGo-1-2022. (På Spotify)
- Fader Theofilos. Om andlig ävlan. Skrifter utgivna av Tore och Herdis Modeens stiftelse nr 61. Helsingfors 2023, 105s.
- Samlade visor. Skrifter utgivna av Tore och Herdis Modeens stiftelse nr 64. Helsingfors 2024, 183s.